# Saint-Martin-Terressus
Saint-Martin-Terressus é uma comuna francesa na região administrativa da Nova Aquitânia, no departamento de Alto Vienne. Estende-se por uma área de 23,53 km². Em 2010 a comuna tinha 561 habitantes (densidade: 23,8 hab./km²).